# Alburnus mossulensis
 Alburnus mossulensis és una espècie de peix cipriniforme de la família dels ciprínids.

## Morfologia
Els mascles poden assolir els 16,6 cm de longitud total.

## Distribució geogràfica
Es troba als rius Tigris i Eufrates, i als rius Kor, Mand i Kul de l'Iran.